# ایرن-برو
ایرن-برو (انگلیسی: Irn-Bru) شرکت نوشیدنی اسکاتلندی است، که در سال ۱۹۰۱ تأسیس شد.